# Nestore di Laranda
Lucio Settimio Nestore di Laranda (Laranda, ... – ...; fl. prima metà III secolo) è stato un poeta greco antico.

## Biografia
La Suda lo colloca all'epoca dell'imperatore Settimio Severo (193-211), di cui potrebbe essere stato collaboratore, visto che viene indicato come Lucio Settimio Nestore: in cambio di servigi non noti avrebbe preso i nomi dell'imperatore. Fu il padre del poeta Pisandro.

## Opere
Nestore fu esponente della ripresa dell'epica eroica e mitologica in chiave di esercizio scolastico, e autore di un'Ἰλιὰς λιπογράμματος («Iliade mancante di una lettera»), in cui ognuno dei ventiquattro libri dell'Iliade, indicati a partire dall'epoca ellenistica con una lettera dell'alfabeto greco secondo un uso forse introdotto da Zenodoto di Efeso, veniva rielaborato in modo da non contenere proprio quella lettera (in forma di lipogramma: così il primo libro mancava dell'alfa, il secondo del beta etc…). Un uso, quello di «aumentare» o rielaborare Omero, già testimoniato nella prima età ellenistica con l'opera di Timolao.
Sul versante della ripresa delle tematiche mitologiche, la Suda gli attribuisce anche delle Metamorfosi, di cui non resta nulla, anche se si è supposto che dal poema siano tratti alcuni epigrammi a noi giunti.
Altri titoli che si attribuiscono a Nestore sono di vario tipo, nella scia di Nicandro: una Ἀλεξανδρειάς («Alessandriade», citata da Stefano di Bisanzio) e forse in onore di Alessandro Severo, un Ἀλεξίκηπος («Il guardiano del giardino»), forse un poema georgico, e forse anche una Πανάκεια («Panacea»), oltre ad un inno ai Dioscuri.